# San Cristóbal Hidalgo
San Cristóbal Hidalgo är en ort i Mexiko.   Den ligger i kommunen Tepeaca och delstaten Puebla, i den sydöstra delen av landet, 150 km öster om huvudstaden Mexico City. San Cristóbal Hidalgo ligger 2 219 meter över havet och antalet invånare är 1 281.
Terrängen runt San Cristóbal Hidalgo är kuperad åt nordväst, men åt sydost är den platt. Runt San Cristóbal Hidalgo är det tätbefolkat, med 319 invånare per kvadratkilometer. Närmaste större samhälle är Acatzingo de Hidalgo, 5,2 km sydost om San Cristóbal Hidalgo. Trakten runt San Cristóbal Hidalgo består till största delen av jordbruksmark.